# Paul Neri
Paul Neri o Néri (Reggio di Calabria, 26 de març de 1917 - Marsella, 28 de gener de 1979) va ser un ciclista d'origen italià que es naturalitzà francès l'any 1955. Nascut com a Paolo Faldutto va emigrar de nen amb els seus pares a França. En aquest país feu la seva carrera professional i on va aconseguir els seus principals triomfs.

## Palmarès
- 1944
  - 1r a la Marsella-Toló-Marsella
- 1946
  - 1r al Gran Premi de Canes
  - 1r a la París-Camembert
  - 1r al Débarquement Sud
- 1948
  - Vencedor d'una etapa a la Volta a Catalunya
  - 1r a la Ronda d'Aix-en-Provence
- 1946
  - 1r al Gran Premi de Niça
- 1951
  - 1r al Gran Premi de Constantine i vencedor d'una etapa

### Resultats al Tour de França
- 1947. Abandona
- 1948. 37è de la classificació general.
- 1949. Eliminat
- 1950. Abandona